# Cerro Veronese
Cerro Veronese – miejscowość i gmina we Włoszech, w regionie Wenecja Euganejska, w prowincji Werona.
Według danych na rok 2004 gminę zamieszkiwało 2038 osób, 203,8 os./km².